# کریک (مینه‌سوتا)
کریک، مینه‌سوتا (به انگلیسی: Kerrick, Minnesota) یک شهر در ایالات متحده آمریکا است که در شهرستان پین، مینه‌سوتا واقع شده‌است.

## خصوصیات
کریک ۲٫۵۹ کیلومترمربع مساحت و ۶۵ نفر جمعیت دارد و ۳۵۷ متر بالاتر از سطح دریا واقع شده‌است.